# .mn
.mn (Mongólia) é o código TLD (ccTLD) na Internet para a Mongólia, operado pela Datacom Co LTD por meio da MN Registry, o ccTLD foi criado pela IANA em 1995.
Também é utilizado em sites governamentais do Estado de Minnesota, nos Estados Unidos.

## Domínios de 3º Nível
O ccTLD .mn pode ser registrado diretamente sob a raiz, ou por meio de domínios de 3º nível específicos.
- .gov.mn - Instituições Governamentais
- .edu.mn - Instituições de Educação
- .org.mn - Organizações não Governamentais